# Département de General Roca (Río Negro)
Pour les articles homonymes, voir Département de General Roca.
Le département de General Roca est une des 13 subdivisions de la province de Río Negro, en Argentine. Son chef-lieu est la ville de General Roca.
Le département a une superficie de 14 655 km2. Sa population était de 281 653 habitants au recensement de 2001, ce qui représentait une densité de 19,2 hab./km2. Selon les estimations de l'INDEC, en 2005 le département comptait 349 842 habitants.

## Villes et localités principales

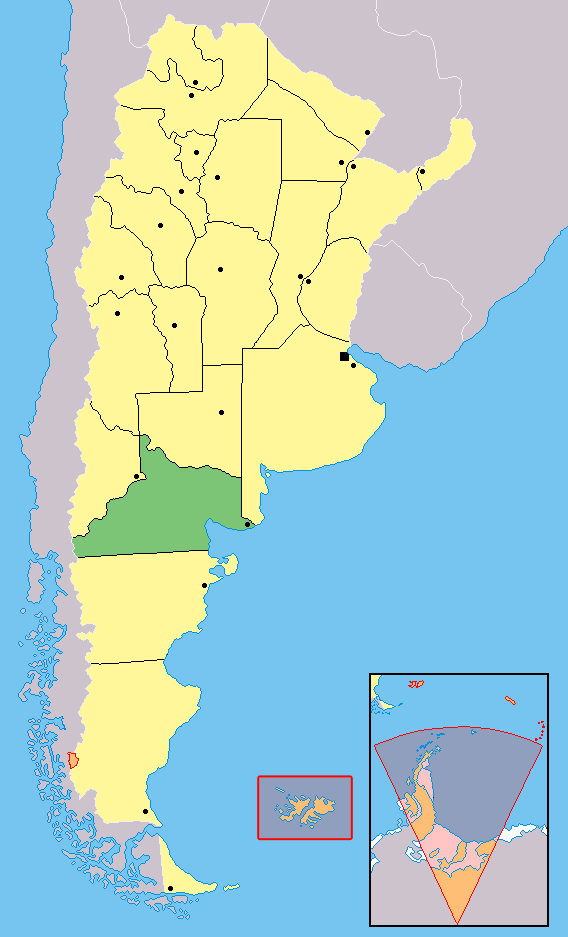
Localisation de la province de Río Negro en Argentine

- Allen
- Campo Grande
- Catriel
- Cinco Saltos
- Cipolletti
- General Fernández Oro
- General Roca
- Ingeniero Luis A. Huergo
- Villa Regina